# Cestayrols
Cestayrols est une commune française située dans le nord-ouest du département du Tarn, en région Occitanie. Sur le plan historique et culturel, la commune est dans le Gaillacois, un pays qui doit sa notoriété à la qualité de ses vins.
Exposée à un climat océanique altéré, elle est drainée par la Vère, le Ruisseau de Vieulac, le ruisseau de Pré-Long et par divers autres petits cours d'eau.
Cestayrols est une commune rurale qui compte 462 habitants en 2022, après avoir connu un pic de population de 1 200 habitants en 1846.  Elle fait partie de l'aire d'attraction d'Albi. Ses habitants sont appelés les Cestayrolais ou  Cestayrolaises.

## Géographie

### Localisation
Cestayrols est située au centre du « Triangle d'Or » Albi/Gaillac/Cordes-sur-Ciel et est entouré par le vignoble gaillacois.

### Communes limitrophes
Les communes limitrophes sont  Bernac, Cahuzac-sur-Vère, Castanet, Donnazac, Fayssac, Noailles et Villeneuve-sur-Vère.
| Donnazac         | Noailles   | Villeneuve-sur-Vère |
| Cahuzac-sur-Vère | Cestayrols | Castanet            |
|                  | Fayssac    | Bernac              |

### Hameaux et lieux-dits
La commune est issue du regroupement de trois paroisses : Cestayrols, Lincarque et Roumanou.

### Hydrographie
La commune est dans le bassin de la Garonne, au sein du bassin hydrographique Adour-Garonne. Elle est drainée par la Vère (affluent de l'Aveyron)|Vère, le ruisseau de Vieulac, le ruisseau de Pré-Long, le ruisseau de Bésou, le ruisseau de Bonnefon, le ruisseau de la Rauze et par un petit cours d'eau, qui constituent un réseau hydrographique de 17 km de longueur totale,.
La Vère, d'une longueur totale de 53,2 km, prend sa source dans la commune du Le Garric et s'écoule d'ouest en est. Elle traverse la commune et se jette dans l'Aveyron à Bruniquel, après avoir traversé 15 communes.
Le ruisseau de Vieulac, d'une longueur totale de 12,8 km, prend sa source dans la commune de Castanet et s'écoule du nord-est au sud-ouest. Il traverse la commune et se jette dans le Tarn à Brens, après avoir traversé 7 communes.

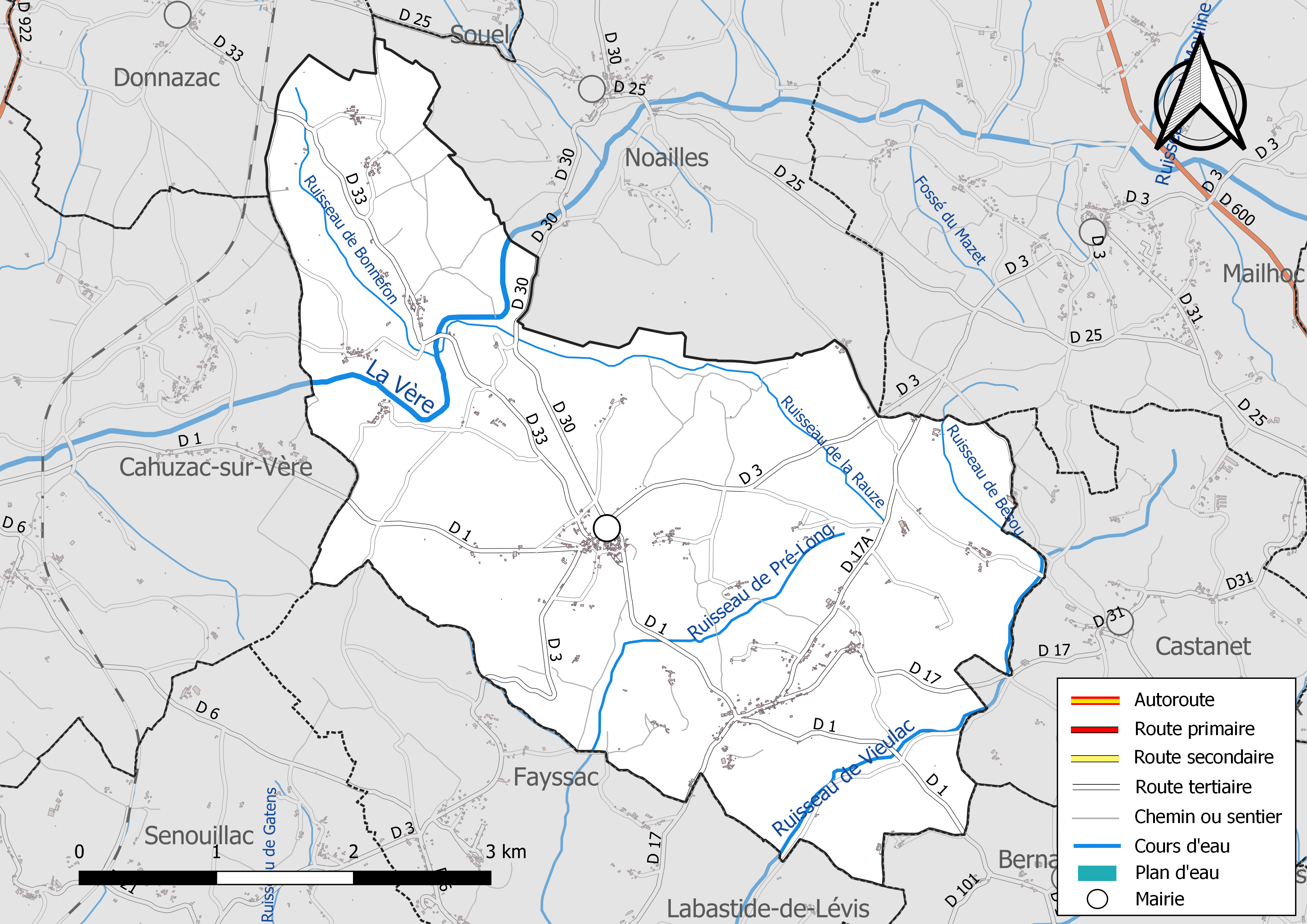
Réseaux hydrographique et routier de Cestayrols.

### Climat
Pour des articles plus généraux, voir Climat de l'Occitanie et Climat du Tarn.
En 2010, le climat de la commune est de type climat du Bassin du Sud-Ouest, selon une étude du Centre national de la recherche scientifique s'appuyant sur une série de données couvrant la période 1971-2000. En 2020, Météo-France publie une typologie des climats de la France métropolitaine dans laquelle la commune est exposée à un climat océanique altéré et est dans la région climatique Aquitaine, Gascogne, caractérisée par une pluviométrie abondante au printemps, modérée en automne, un faible ensoleillement au printemps, un été chaud (19,5 °C), des vents faibles, des brouillards fréquents en automne et en hiver et des orages fréquents en été (15 à 20 jours).
Pour la période 1971-2000, la température annuelle moyenne est de 12,7 °C, avec une amplitude thermique annuelle de 15,8 °C. Le cumul annuel moyen de précipitations est de 806 mm, avec 10,4 jours de précipitations en janvier et 5,5 jours en juillet. Pour la période 1991-2020, la température moyenne annuelle observée sur la station météorologique de Météo-France la plus proche, « Albi », sur la commune du Sequestre à 11 km à vol d'oiseau, est de 13,8 °C et le cumul annuel moyen de précipitations est de 733,9 mm. 
La température maximale relevée sur cette station est de 42,3 °C, atteinte le 23 août 2023 ; la température minimale est de −20,4 °C, atteinte le 16 janvier 1985,,.
Les paramètres climatiques de la commune ont été estimés pour le milieu du siècle (2041-2070) selon différents scénarios d'émission de gaz à effet de serre à partir des nouvelles projections climatiques de référence DRIAS-2020. Ils sont consultables sur un site dédié publié par Météo-France en novembre 2022.

### Milieux naturels et biodiversité
Aucun espace naturel présentant un intérêt patrimonial n'est recensé sur la commune dans l'inventaire national du patrimoine naturel,,.

## Urbanisme

### Typologie
Au 1er janvier 2024, Cestayrols est catégorisée commune rurale à habitat dispersé, selon la nouvelle grille communale de densité à sept niveaux définie par l'Insee en 2022.
Elle est située hors unité urbaine. Par ailleurs la commune fait partie de l'aire d'attraction d'Albi, dont elle est une commune de la couronne,. Cette aire, qui regroupe 91 communes, est catégorisée dans les aires de 50 000 à moins de 200 000 habitants,.

### Occupation des sols
L'occupation des sols de la commune, telle qu'elle ressort de la base de données européenne d’occupation biophysique des sols Corine Land Cover (CLC), est marquée par l'importance des territoires agricoles (88,7 % en 2018), une proportion sensiblement équivalente à celle de 1990 (88,5 %). La répartition détaillée en 2018 est la suivante : 
terres arables (40,5 %), zones agricoles hétérogènes (26,7 %), cultures permanentes (18,6 %), forêts (11,3 %), prairies (3 %). L'évolution de l’occupation des sols de la commune et de ses infrastructures peut être observée sur les différentes représentations cartographiques du territoire : la carte de Cassini (XVIIIe siècle), la carte d'état-major (1820-1866) et les cartes ou photos aériennes de l'IGN pour la période actuelle (1950 à aujourd'hui).

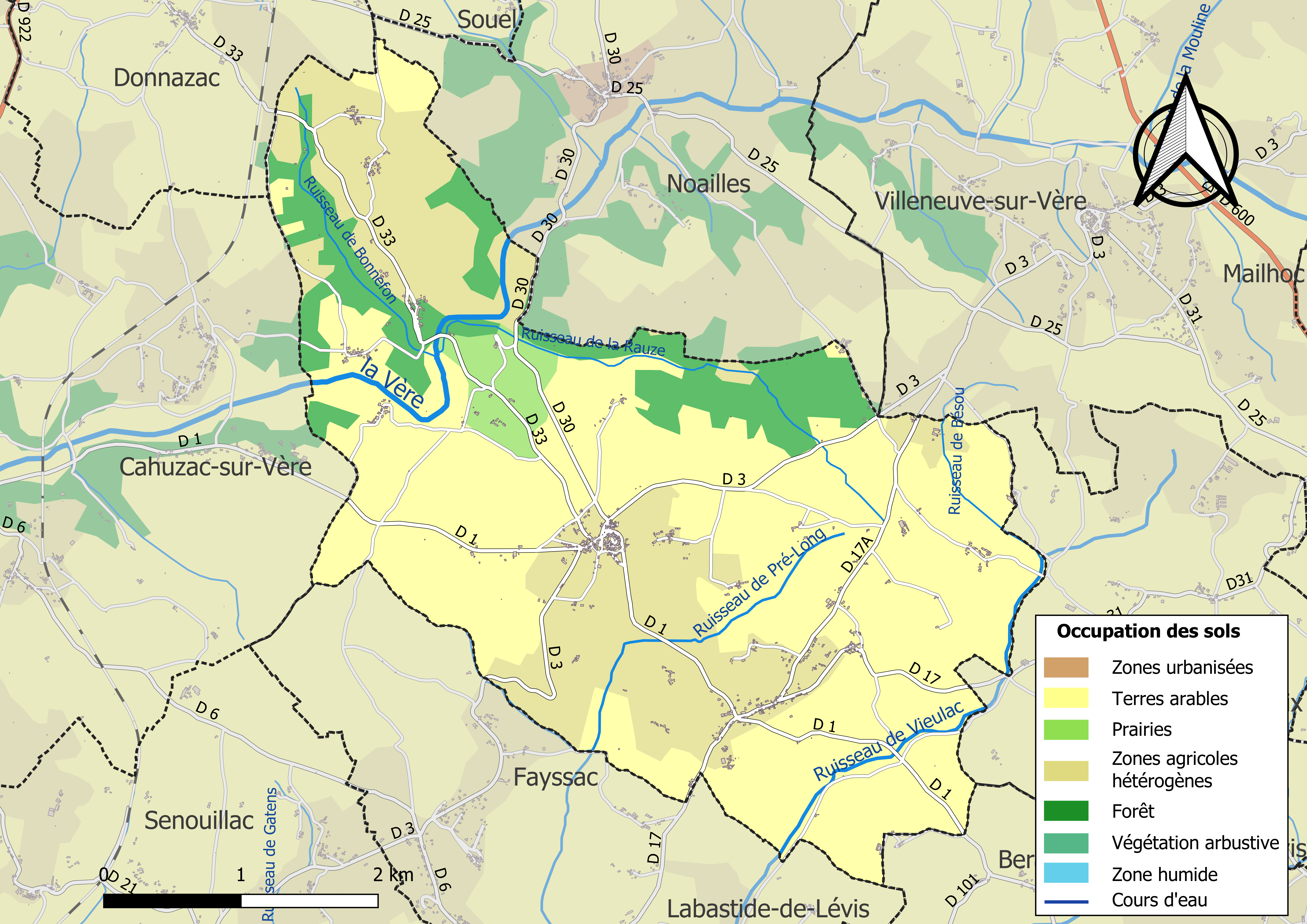
Carte des infrastructures et de l'occupation des sols de la commune en 2018 (CLC).

### Risques majeurs
Le territoire de la commune de Cestayrols est vulnérable à différents aléas naturels : météorologiques (tempête, orage, neige, grand froid, canicule ou sécheresse), inondations, mouvements de terrains et séisme (sismicité très faible). Il est également exposé à un risque technologique,  le transport de matières dangereuses. Un site publié par le BRGM permet d'évaluer simplement et rapidement les risques d'un bien localisé soit par son adresse soit par le numéro de sa parcelle.

#### Risques naturels
Certaines parties du territoire communal sont susceptibles d’être affectées par le risque d’inondation par débordement de cours d'eau, notamment la Vère et le ruisseau de Vieulac. La cartographie des zones inondables en ex-Midi-Pyrénées réalisée dans le cadre du XIe Contrat de plan État-région, visant à informer les citoyens et les décideurs sur le risque d’inondation, est accessible sur le site de la DREAL Occitanie. La commune a été reconnue en état de catastrophe naturelle au titre des dommages causés par les inondations et coulées de boue survenues en 1982, 1992 et 1994,.
Cestayrols est exposée au risque de feu de forêt. En 2022, il n'existe pas de Plan de Prévention des Risques incendie de forêt (PPRif). Le débroussaillement aux abords des maisons constitue l’une des meilleures protections pour les particuliers contre le feu,.

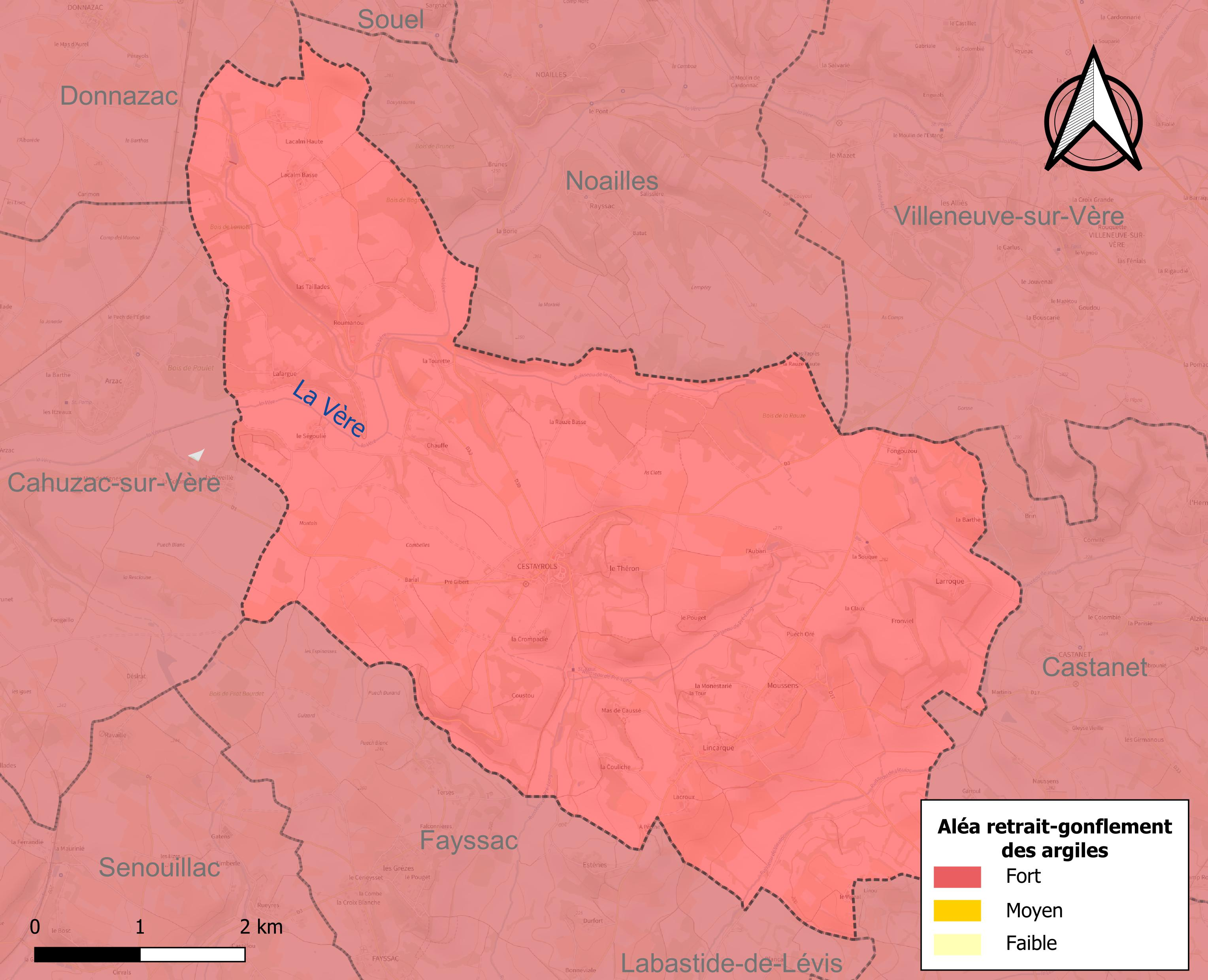
Carte des zones d'aléa retrait-gonflement des sols argileux de Cestayrols.

La commune est vulnérable au risque de mouvements de terrains constitué principalement du retrait-gonflement des sols argileux. Cet aléa est susceptible d'engendrer des dommages importants aux bâtiments en cas d’alternance de périodes de sécheresse et de pluie. La totalité de la commune est en aléa moyen ou fort (76,3 % au niveau départemental et 48,5 % au niveau national). Sur les 282 bâtiments dénombrés sur la commune en 2019, 282 sont en aléa moyen ou fort, soit 100 %, à comparer aux 90 % au niveau départemental et 54 % au niveau national. Une cartographie de l'exposition du territoire national au retrait gonflement des sols argileux est disponible sur le site du BRGM,.
Par ailleurs, afin de mieux appréhender le risque d’affaissement de terrain, l'inventaire national des cavités souterraines permet de localiser celles situées sur la commune.

#### Risques technologiques
Le risque de transport de matières dangereuses sur la commune est lié à sa traversée par des infrastructures routières ou ferroviaires importantes ou la présence d'une canalisation de transport d'hydrocarbures. Un accident se produisant sur de telles infrastructures est susceptible d’avoir des effets graves sur les biens, les personnes ou l'environnement, selon la nature du matériau transporté. Des dispositions d’urbanisme peuvent être préconisées en conséquence.

## Toponymie
Selon Pascal Nègre, Cestayrols, Sestairol en 1163, est un diminutif de sextarius, setier en français. C'est une ancienne unité de mesure de capacité.
Lincarque a une origine voisine. Elle vient d'unicarcha, une arche unique ou mesure à grain. Les deux paroisses voisines auraient pu opposer leur unité de mesure.
Laffargue vient de la forge en occitan.
Roumanou est un nom de lieu habité par des Romains, cellam romanorum, monastère des Romains en 1150.
Lacalm, haute et basse, font référence à une lande inculte. Les constructeurs de ces deux hameaux ont défriché leur territoire.
Larroque est une roche abrupte, un lieu privilégier pour le fortifier.
Moussens pourrait être le domaine d'un Mozo, la terminologie en « ens » signale en tous cas, une origine wisigothique.
Fongousou signale une source, font en occitan.

## Histoire

### Antiquité
Le peuplement de la région est ancien. Les vestiges d'une villa gallo-romaine ont été fouillés, révélant environ un hectare de bâtiments : thermes, mosaïques, fresques, chauffage. L'occupation du lieu se poursuit avec la chute de l'Empire Romain, une boucle de l'époque du royaume Wisigoth de Toulouse ayant aussi été trouvée sur le même site.

### Moyen Âge
À la fin du XIIe siècle, la région appartient à la maison Alaman. Le premier connu est Doat Alaman, fondateur de la bastide de Labastide-de-Lévis. Ce gestionnaire a travaillé au service du comte de Toulouse Raymond VI. Il meurt vers 1234 et ses deux fils se partagent le domaine. Sicard obtient le sud, le long du Tarn, et Doat, dit le Jeune obtient le nord regroupant les communes actuelles de Cestayrols, Fayssac, Villeneuve-sur-Vère.
Doat II meurt jeune, sa succession se faisant en 1261. Il avait auparavant créé la bastide de Villeneuve-Mont-Alaman. (devenue Villeneuve-d'en Doat, puis Villeneuve-sur-Vère) Ses fils se partagent le domaine. Doat III Alaman de Villeneuve hérite de l'est et le cadet, Sicard, damoiseau de Durfort devient le seigneur des territoires de Cestayrols, Fayssac, Noailles et des terres sur Cordes. Il prend le nom du château qu'il se fait construire au lieudit Durfort. Ses descendants Raymond puis Doat en héritent.

### Époque contemporaine
À la Révolution, la commune est issue de la fusion des trois paroisses de Cestayrols, Lincarque et Roumanou.

### Héraldique
| Cestayrols | Son blasonnement est : De gueules aux trois barres d'argent. |

## Politique et administration

### Maires
| Période                                  | Période  | Identité         | Étiquette | Qualité    |
| ---------------------------------------- | -------- | ---------------- | --------- | ---------- |
| 2003                                     | En cours | Jean Derrieux    | DLF       | Vigneron   |
| 2001                                     | 2003     | André Michalik   |           | Enseignant |
| 1983                                     | 2001     | Jean-Marc Julien | PS        | Enseignant |
|                                          | 1983     | René Viguier     |           |            |
| Les données manquantes sont à compléter. |          |                  |           |            |

### Politique et administration
La commune appartient à la communauté d'agglomération de Gaillac Graulhet Agglo. Elle a longtemps fait partie du canton de Gaillac, avant que le redécoupage pour les élections départementales de 2015 ne l'inclue dans le canton des Deux Rives.
L'école appartient, avec celle de Fayssac, commune voisine, à un regroupement pédagogique.

## Démographie
| 1793  | 1800  | 1806  | 1821  | 1831  | 1836  | 1841  | 1846  | 1851  |
| ----- | ----- | ----- | ----- | ----- | ----- | ----- | ----- | ----- |
| 1 034 | 1 159 | 1 142 | 1 192 | 1 148 | 1 142 | 1 109 | 1 200 | 1 155 |

| 1856  | 1861  | 1866  | 1872  | 1876 | 1881 | 1886 | 1891 | 1896 |
| ----- | ----- | ----- | ----- | ---- | ---- | ---- | ---- | ---- |
| 1 141 | 1 117 | 1 037 | 1 013 | 977  | 950  | 904  | 875  | 842  |

| 1901 | 1906 | 1911 | 1921 | 1926 | 1931 | 1936 | 1946 | 1954 |
| ---- | ---- | ---- | ---- | ---- | ---- | ---- | ---- | ---- |
| 808  | 770  | 778  | 683  | 670  | 689  | 679  | 614  | 568  |

| 1962 | 1968 | 1975 | 1982 | 1990 | 1999 | 2005 | 2006 | 2010 |
| ---- | ---- | ---- | ---- | ---- | ---- | ---- | ---- | ---- |
| 551  | 510  | 442  | 421  | 414  | 451  | 500  | 507  | 478  |

| 2015 | 2020 | 2022 | - | - | - | - | - | - |
| ---- | ---- | ---- | - | - | - | - | - | - |
| 470  | 471  | 462  | - | - | - | - | - | - |

## Économie

### Revenus
En 2018, la commune compte 218 ménages fiscaux, regroupant 499 personnes. La médiane du revenu disponible par unité de consommation est de 21 570 € (20 400 € dans le département).

### Emploi
|                | 2008  | 2013  | 2018  |
| -------------- | ----- | ----- | ----- |
| Commune        | 8,1 % | 9,9 % | 8,6 % |
| Département    | 8,2 % | 9,9 % | 10 %  |
| France entière | 8,3 % | 10 %  | 10 %  |

En 2018, la population âgée de 15 à 64 ans s'élève à 254 personnes, parmi lesquelles on compte 77 % d'actifs (68,4 % ayant un emploi et 8,6 % de chômeurs) et 23 % d'inactifs,. Depuis 2008, le taux de chômage communal (au sens du recensement) des 15-64 ans est inférieur à celui de la France et du département.
La commune fait partie de la couronne de l'aire d'attraction d'Albi, du fait qu'au moins 15 % des actifs travaillent dans le pôle,. Elle compte 55 emplois en 2018, contre 66 en 2013 et 59 en 2008. Le nombre d'actifs ayant un emploi résidant dans la commune est de 179, soit un indicateur de concentration d'emploi de 30,8 % et un taux d'activité parmi les 15 ans ou plus de 49,3 %.
Sur ces 179 actifs de 15 ans ou plus ayant un emploi, 35 travaillent dans la commune, soit 19 % des habitants. Pour se rendre au travail, 91,1 % des habitants utilisent un véhicule personnel ou de fonction à quatre roues, 1,7 % les transports en commun, 1,7 % s'y rendent en deux-roues, à vélo ou à pied et 5,6 % n'ont pas besoin de transport (travail au domicile).

### Activités hors agriculture

#### Secteurs d'activités
15 établissements sont implantés  à Cestayrols au 31 décembre 2019.
Le secteur du commerce de gros et de détail, des transports, de l'hébergement et de la restauration est prépondérant sur la commune puisqu'il représente 33,3 % du nombre total d'établissements de la commune (5 sur les 15 entreprises implantées  à Cestayrols), contre 26,7 % au niveau départemental.

#### Entreprises et commerces
La commune, très rurale, est dominée par l'agriculture. Elle possède quatre domaines viticoles produisant des vins de l'AOC de Gaillac ou de l'IGP Côtes-du-tarn. L'élevage bovin laitier et boucher ou les grandes cultures (céréales, oléagineux essentiellement) complètent la production. Quelques artisans en mécanique ou bâtiment sont installés dans la commune.
L'activité touristique est un point fort avec des chambres d'hôtes et des gîtes ruraux.

### Agriculture
La commune est dans le Gaillacois, une petite région agricole au sous-sol argilo-graveleux et/ou calcaire dédiée à la viticulture depuis plus de 2000 ans, située dans le centre-ouest du département du Tarn. En 2020, l'orientation technico-économique de l'agriculture  sur la commune est la viticulture. 
|               | 1988  | 2000  | 2010  | 2020 |
| ------------- | ----- | ----- | ----- | ---- |
| Exploitations | 48    | 29    | 21    | 24   |
| SAU (ha)      | 1 223 | 1 217 | 1 096 | 909  |

Le nombre d'exploitations agricoles en activité et ayant leur siège dans la commune est passé de 48 lors du recensement agricole de 1988  à 29 en 2000 puis à 21 en 2010 et enfin à 24 en 2020, soit une baisse de 50 % en 32 ans. Le même mouvement est observé à l'échelle du département qui a perdu pendant cette période 58 % de ses exploitations,. La surface agricole utilisée sur la commune a également diminué, passant de 1223 ha en 1988 à 909 ha en 2020. Parallèlement la surface agricole utilisée moyenne par exploitation a augmenté, passant de 25 à 38 ha.

## Culture locale et patrimoine

### Lieux et monuments

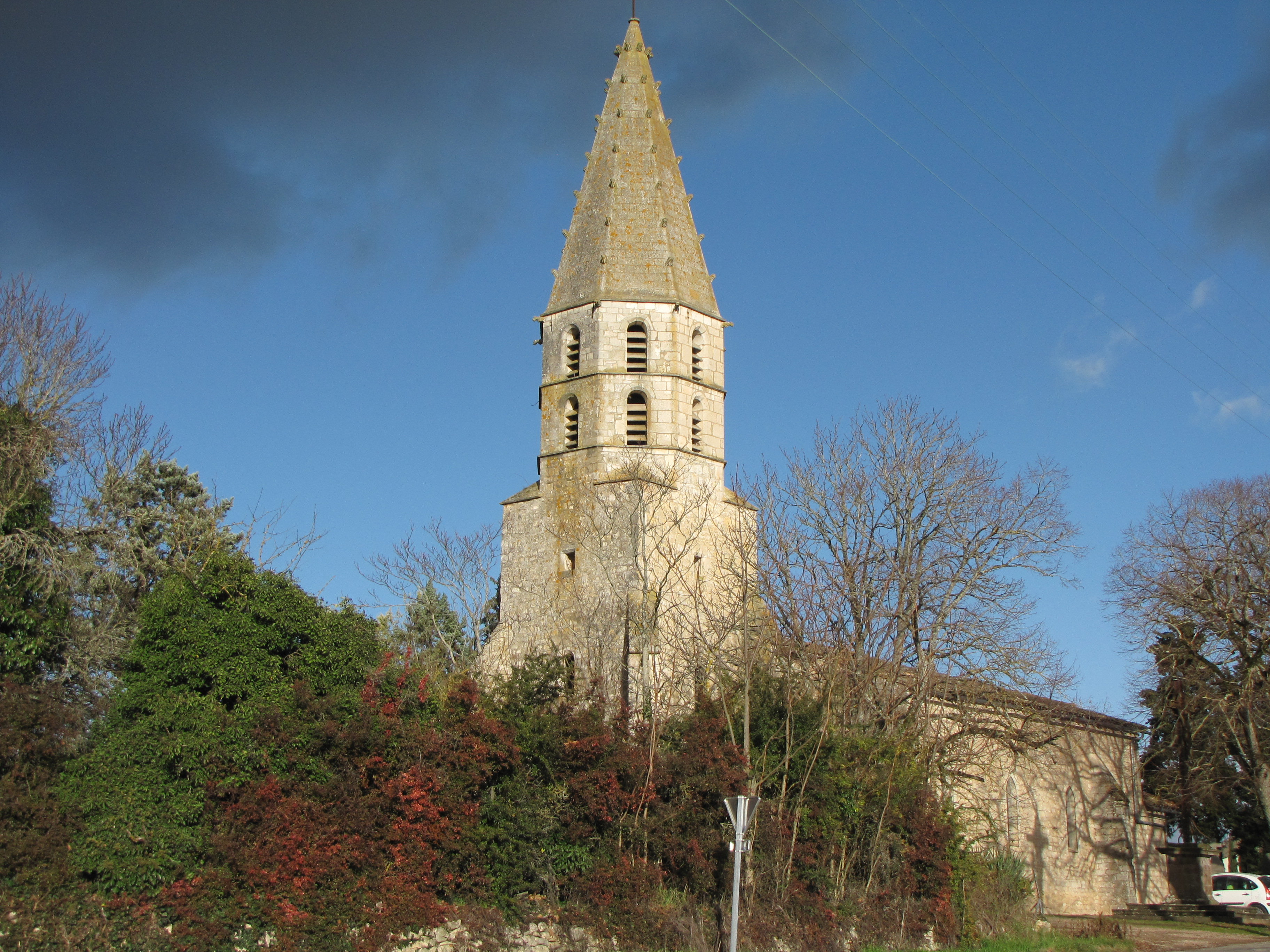
Église de Lincarque.

- Porte basse à mâchicoulis du XVe siècle.
- Maisons avec des fenêtres géminées ou à meneaux et des linteaux en ogive.
- Église Notre-Dame-de-l'Annonciation de Roumanou du XIIe siècle classée aux monuments historiques depuis le 2 mai 1988[35].
- Église Saint-Amans de Lincarque du XVe siècle, au lieu-dit « Lincarque » inscrite aux monuments historiques par arrêté du 18 juin 1927[36].
- Église Saint-Michel de Cestayrols inscrite aux monuments historiques depuis le 18 juin 1927[37].

## Pour approfondir